# Aragonees voetbalelftal (mannen)
Het Aragonees voetbalelftal is een team van voetballers dat de Spaanse regio Aragón vertegenwoordigt bij internationale wedstrijden. Aragón is geen lid van de FIFA en de UEFA en is dus uitgesloten voor deelname aan het WK en het EK.

1 CONCACAF-lid · 2 geassocieerd CAF-lid · 3 geassocieerd OFC-lid · 4 geassocieerd AFC-lid